# I'll Be Over You
"I'll Be over You" é um single da banda americana Toto. Lançado como single do álbum Fahrenheit, de 1986, alcançou a 11ª posição na lista da Billboard no outono daquele ano. Composta pelo guitarrista Steve Lukather (responsável pelo vocal principal) em parceria com o compositor Randy Goodrum, conta com a participação do cantor Michael McDonald nos contrapontos vocais.
Além disso, permaneceu por duas semanas na lista HACT, tendo sido o segundo hit da banda a conquistar a marca ("I Won't Hold You Back" havia permanecido por três semanas no topo da mesma lista em 1983).
Em 1987 a ,música foi bastante tocada nas rádios brasileira por estar incluída na trilha sonora da novela O Outro, escrita por Aguinaldo Silva e Ricardo Linhares.

## Clipe
O clipe, que também conta com a participação de Michael McDonald, mostra o grupo tocando a música na cobertura de um prédio, enquanto o dia anoitece e o sol se põe. Ao final, começa a chover e todos são obrigados a deixar o local.

## Desempenho nas paradas musicais
| Parada musical (1986)               | Melhor posição |
| ----------------------------------- | -------------- |
| Países Baixos - MegaCharts          | 38             |
| Estados Unidos - Billboard Hot 100  | 11             |
| Estados Unidos - Adult Contemporary | 1              |